# Anne Brigmanová

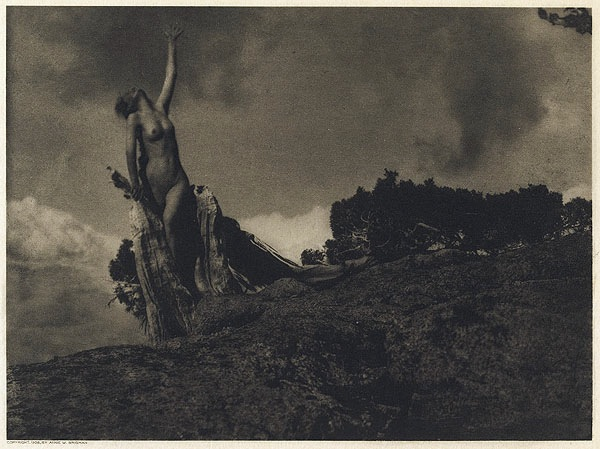
Duše vyvrácené borovice, autoportrét, 1908

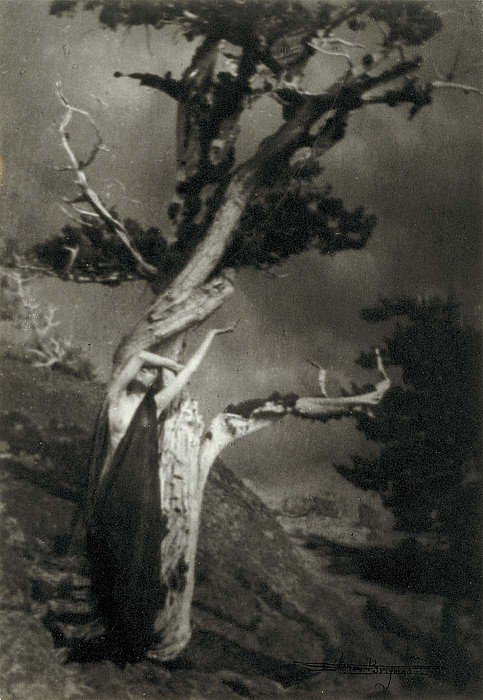
Umírající cedr, Camera Work 1909

Anne Wardrope (Nott) Brigmanová (nepřechýleně Brigman; 3. prosince 1869 – 8. února 1950 El Monte, Kalifornie) byla americká umělkyně a fotografka, jedna z původních členů amerického spolku Fotosecese a představitelka tohoto směru. Její nejslavnější snímky byly pořízeny v období od roku 1900 do 1920 a zachycují ženské akty v prvotním, naturalistickém kontextu.

## Život
Brigmanová se narodila v Nuuanu Valley poblíž Honolulu na Havaji dne 3. prosince 1869. Byla nejstarší z osmi dětí narozených Mary Ellen Andrews Nottové, jejíž rodiče se přestěhovali na Havaj jako misionáři v roce 1828. Její otec, Samuel Nott, pocházel od anglického Gloucesteru. Když jí bylo šestnáct let, její rodina se přestěhovala do Los Gatos v Kalifornii. V roce 1894 se provdala za námořního kapitána Martina Brigmana. Doprovázela svého manžela na několika cestách do jižních moří, na Havaj se přitom také alespoň jednou vrátila.
Byli blízcí přátelé se spisovatelem Jackem Londonem a básníkem a přírodovědcem Charlesem Keelerem. Sama začala fotografovat v roce 1901. Brzy vystavovala svá díla na místních fotografických salonech, do dvou let se vypracovala na mistra piktorialistické fotografie. Na konci roku 1902 se setkala s kopií magazínu Camera Work a zaujaly ji fotografie a články Alfreda Stieglitze. Napsala mu pochvalný dopis a na druhou stranu se Stieglitz začal brzy zajímat o její fotografie. V roce 1902 byla přijata jako oficiální členka sdružení Fotosecese, které vzhledem k přísným vysokým standardům Stieglitze je významným ukazatelem jejích uměleckých kvalit. V roce 1906 byla uváděna jediná členka Fotosecese z oblasti na západ od Mississippi.
Od roku 1903 do 1908 Stieglitz mnohokrát vystavoval fotografie Brigmanové, některé také byly otištěny ve třech vydáních Stieglitzově časopisu Camera Work. Během tohoto období často vystavovala a publikovala díla pod jménem "Annie Brigman", ale v roce 1911 vymazala "i" a byla známá od té doby jako "Anne". Ačkoli byla dobře známá díky své umělecké práci, nedělala žádné komerční či portrétní práce na zakázku jako někteří její současníci. Po roce 1913 pokračovala mnoho let na výstavách a byla také zařazena na mezinárodní Výstavu v Albright-Knox Art Gallery v New Yorku v roce 1911 a na mezinárodní výstavu piktorialistické fotografie v San Franciscu v roce 1922.
V Kalifornii se stala uznávanou fotografkou západního pobřeží Spojených států a její díla ovlivnila mnoho jejích současníků. Byla však také známá jako herečka v místních poměrech a také jako básnířka. Mezi obdivovatele jejích prací patřil také George Wharton James, kterého přinejmenším při jedné příležitosti fotografovala.
Brigmanovou navštěvovala fotografka s podobným zaměřením Adelaide Hanscomová Leesonová, která se od ní pravděpodobně naučila některé techniky tisku.
Pokračovala ve fotografii i během 40. let, její styl přešel z čistého piktorialismu více k přímé fotografii, ačkoli nikdy neopustil svou původní vizi. Její pozdější detailní snímky písečné pláže a vegetace jsou fascinující černobílou abstrakcí. Uprostřed třicátých let začala absolvovat kurzy tvůrčího psaní a sama pak začala poezii psát. Povzbuzena instruktorem, dala dohromady knihu svých básní v kombinaci s fotografiemi s názvem Písně Pagana (anglicky Songs of a Pagan). V roce 1941 našla pro knihu vydavatele, ale kvůli druhé světové válce kniha vyšla až v roce 1949, jeden rok před její smrtí.
Brigmanová zemřela 8. února 1950 v domě své sestry ve městě El Monte, Kalifornie.

## Fotografické dílo
Brigmanová se na svých fotografiích často zaměřovala na ženský akt, který dramaticky umísťovala do krajiny v přírodě nebo se stromy. Mnoho z jejích snímků bylo pořízeno v pohoří Sierra Nevada v pečlivě vybraných lokalitách a komplikovaných pózách. Brigmanová na snímcích jako subjekt často představuje sama sebe. Po nasnímání fotografií negativy hodně kolorovala barvami, doplňovala tužkou nebo je překrývala.
Její díla nesou prvky kontrakultury, bohémství a svobodné ženy. Její práce zpochybňují kulturní normy, vzpírají se konvencím, místo toho zahrnují pohanské zvyky starověku. Syrové, emocionální, intenzivní a „barbarské“ fotografie kontrastují s pečlivě komponovanými obrazy Stieglitze a dalších moderních fotografů té doby.

## Galerie

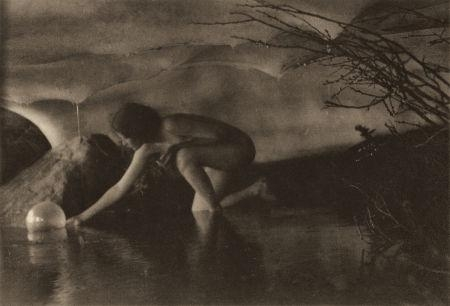
Bublina, Camera Work, 1909
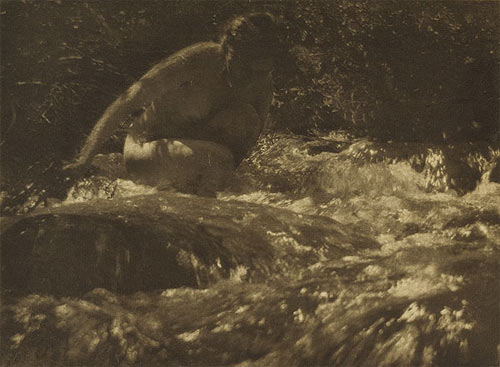
Potok, Camera Work, 1909
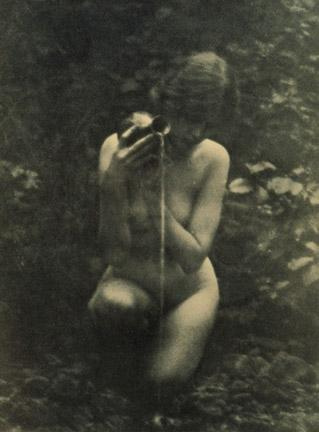
Zdroj, Camera Work, 1909
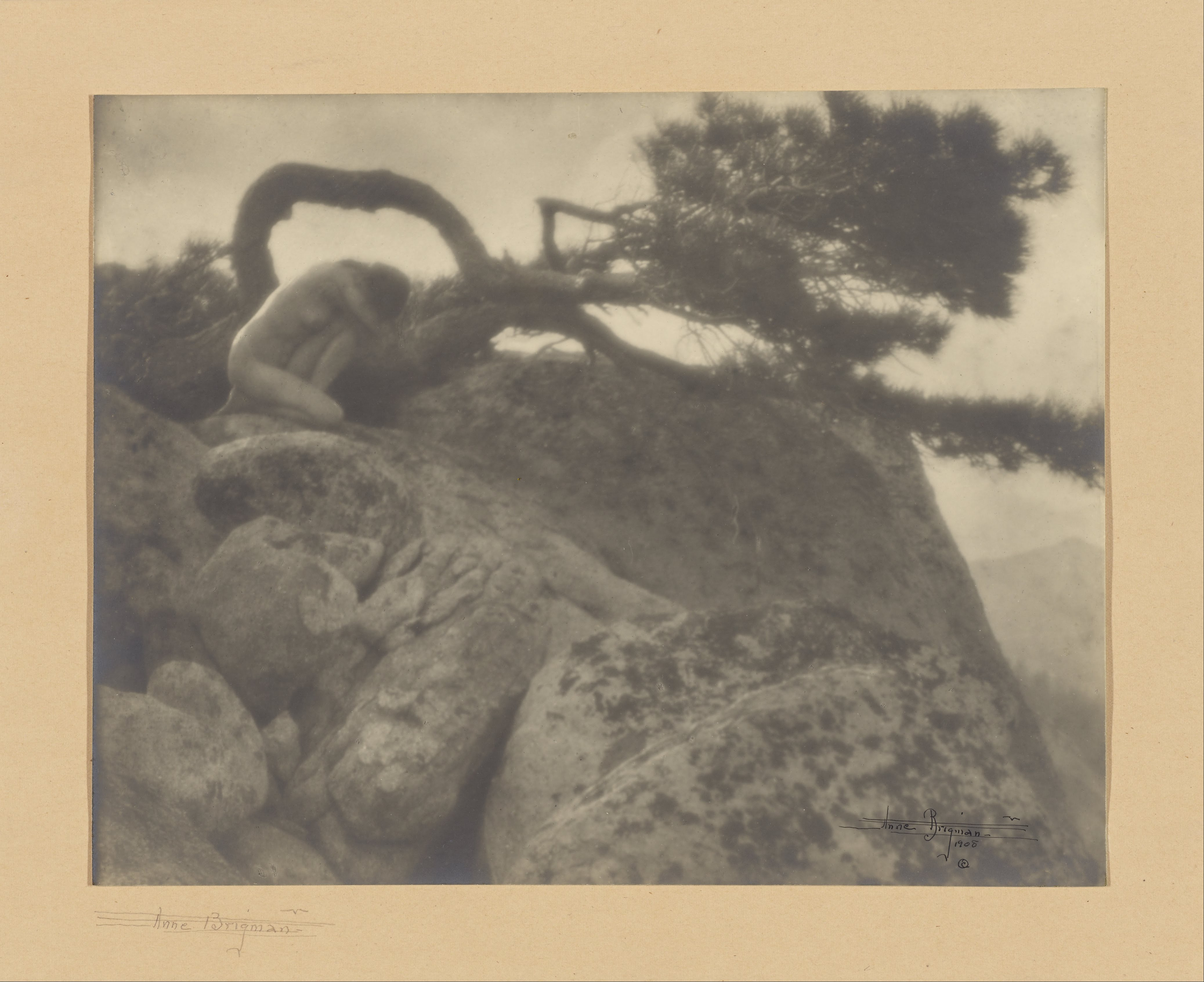
Osamělá borovice, 1908
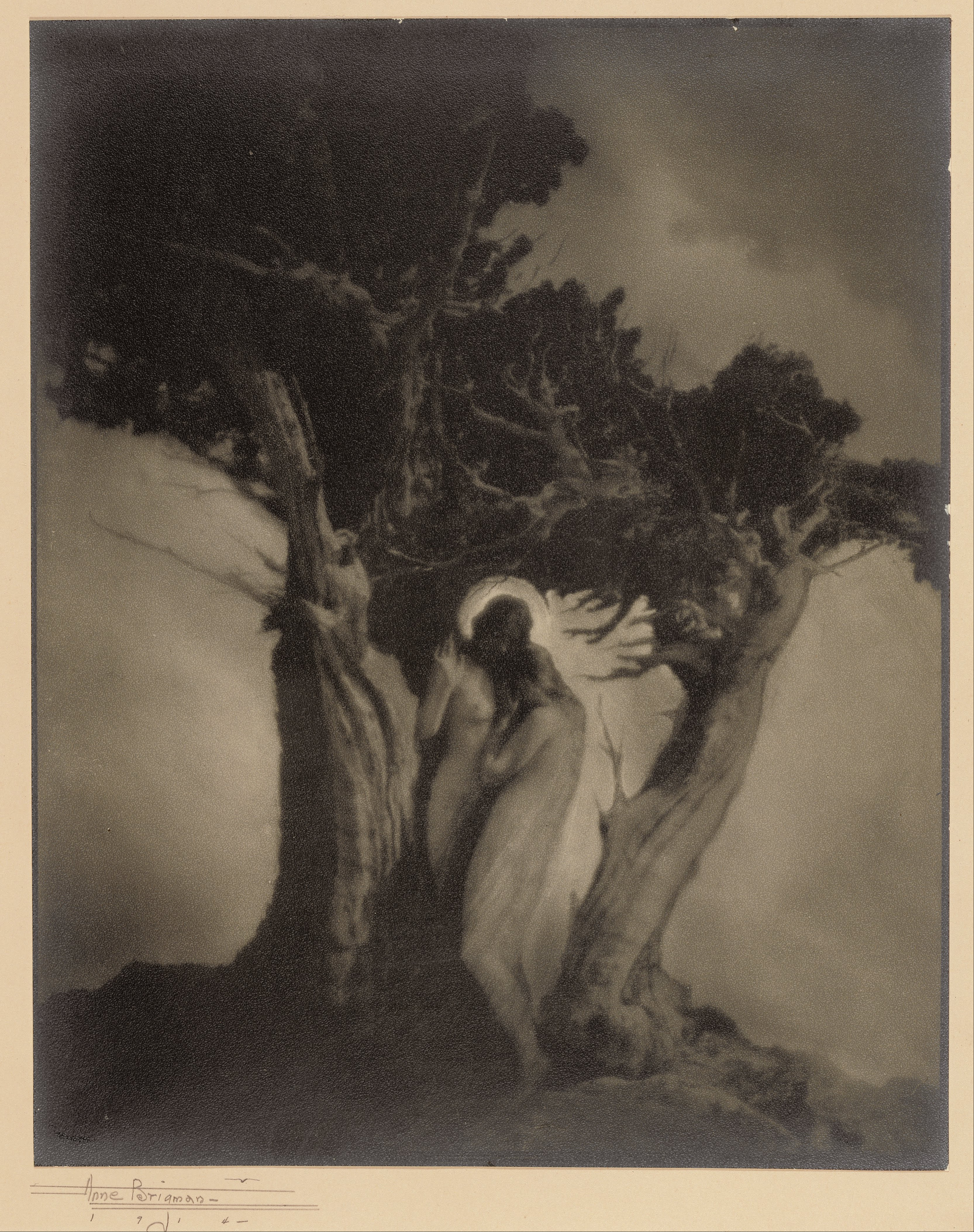
Srdce bouře, negativ 1902, tisk 1914